# Tambourissa bathiei
Tambourissa bathiei är en tvåhjärtbladig växtart som beskrevs av Alberto Judice Leote Cavaco. Tambourissa bathiei ingår i släktet Tambourissa och familjen Monimiaceae. Inga underarter finns listade i Catalogue of Life.